# Aloe pongolensis
Aloe pongolensis é uma espécie de liliopsida do gênero Aloe, pertencente à família Asphodelaceae.